# Anarhichas
Anarhichas Linnaeus, 1816 è un genere di pesci ossei marini appartenenti alla famiglia Anarhichadidae.

## Distribuzione e habitat
Questo genere è diffuso con tre specie nell'oceano Atlantico settentrionale e una nel nord Pacifico. Sono pesci di acque fredde. Un esemplare di A. lupus risulta catturato nel mar Mediterraneo, in Liguria ma la presenza di una popolazione stabile nel Mediterraneo è considerata improbabile.
Vivono su fondali vari a profondità abbastanza elevate nel piano circalitorale e nel piano batiale ma possono talvolta essere trovati in acque basse.

## Descrizione
Possono raggiungere i 180 cm di lunghezza.

## Biologia

### Alimentazione
Predatori. Si cibano soprattutto di organismi a guscio duro come echinodermi, crostacei e molluschi.

### Riproduzione
Vi sono cure parentali. Il maschio sorveglia le uova e durante quel periodo non si nutre.

## Tassonomia
Il genere comprende 4 specie:
- Anarhichas denticulatus
- Anarhichas lupus
- Anarhichas minor
- Anarhichas orientalis